# 北京市人民政府天安门地区管理委员会
北京市人民政府天安门地区管理委员会，简称天安门地区管委会或天管委，是负责组织协调天安门地区管理工作的北京市人民政府派出机构。

## 沿革
1990年2月，北京市人民政府天安门地区管理委员会设立；是年7月，挂牌成立。
2004年3月11日，北京市人民政府第20次常务会议审议通过《北京市天安门地区管理规定》，2004年3月18日北京市人民政府令第144号公布，自2004年4月20日起施行。
2008年2月26日，《北京市人民政府办公厅关于印发〈北京市人民政府天安门地区管理委员会主要职责内设机构和人员编制规定〉的通知》（京政办发〔2008〕12号）印发了《北京市人民政府天安门地区管理委员会主要职责、内设机构和人员编制规定》。
2008年3月24日，北京市人民政府第2次常务会议审议通过《北京市人民政府关于修改〈北京市天安门地区管理规定〉的决定》，2008年3月31日北京市人民政府令第203号公布，自公布之日起施行。

## 职责
根据《北京市天安门地区管理规定》（市政府第203号令），北京市人民政府天安门地区管理委员会是负责组织协调天安门地区管理工作的北京市人民政府派出机构。主要职责：
1. 贯彻执行国家及本市有关法律、法规和政策。
2. 组织协调天安门地区升挂国旗活动；会同有关部门做好在天安门地区举行的外事迎宾、节日庆典等活动。
3. 负责天安门地区的市容和环境卫生；组织协调天安门地区社会秩序、市政公用设施、城市绿化等工作；会同有关部门做好天安门地区文物保护工作。
4. 负责天安门地区应急管理工作。
5. 负责对有关部门在天安门地区的日常管理工作进行监督检查。
6. 负责天安门地区服务设施的统一规划工作。
7. 负责天安门城楼的开放与管理工作。
8. 承办市委、市政府交办的其他事项[1]。

## 机构设置
根据《北京市人民政府办公厅关于印发〈北京市人民政府天安门地区管理委员会主要职责内设机构和人员编制规定〉的通知》（京政办发〔2008〕12号）等文件精神，北京市人民政府天安门地区管理委员会内设机构为：
- 天安门地区运行调度中心（天安门地区总值班室）
- 应急协调处
- 宣传信息处
- 综合治理处
- 办公室
- 天安门城楼管理处
- 天安门广场管理处
- 旅游服务处
- 文物保护和基本建设处
- 财务处
- 人事处
- 机关党委
- 机关工会
- 北京市城市管理综合行政执法局天安门地区分局
- 天安门地区综合管理服务中心
- 北京市天安门旅游服务集团

## 历任主任
1. 杨登彦（1990年—？）[6]
2. 夏尚武（？—2001年8月，兼党组书记）[7]
3. 王蒀荣（2001年8月—2011年9月1日；2003年2月至2015年12月任党组书记）[8][9]
4. 崔鹏（2011年9月1日—2014年3月）[9]
5. 费宝岐（2014年12月—，2015年12月起兼党组书记）[10]